# Юзьков Руслан Володимирович
Русла́н Володи́мирович Юзько́в (1993—2023) — український військовослужбовець, учасник російсько-української війни.

## Життєпис
Народився 20 квітня 1993 року в селі Ставки, Вінницької області.
З 2017 і до початку повномасштабного вторгнення був учасником війни на сході України, з початком повномасштабного вторгнення продовжив обороняти Україну у лавах 30 ОМБр. Служив у 2-му механізованому взводі 6-ї механізованої роти 2-го механізованого батальйону.
Загинув 21 жовтня 2023 поблизу села Першотравневе Харківської області. Це сталось під час обстрілу взводного опорного пункту зі сторони російської федерації.
У Піщанській громаді 23 жовтня 2023 року оголошено днем жалоби.

## Нагороди
- Орден «За мужність» III ступеня (7 березня 2024, посмертно) — за особисту мужність, виявлену у захисті державного суверенітету та територіальної цілісності України, самовіддане виконання військового обов'язку[2].